# 格尔纳利省
格爾納利省，又譯卡納利省，是尼泊爾根據2015年9月20日採納的新憲法而建立的七個省份之一，位於尼泊爾西北部。全省總面積為27984平方公里，是尼泊爾最大的省份。根據2011年尼泊爾人口普查，省人口為1,570,418，成為尼泊爾人口最少的省份。格爾納利省北面與中國西藏自治區接壤，東面與甘達基省連接，西面與遠西省連接，南面與藍毗尼省連接。省會比蘭德拉納加爾人口47,914人，同時是省內最大城市。
格爾納利是尼泊爾的一個古老文明地區 在朱姆拉、蘇爾凱特和戴萊赫發現的考古遺址推斷，該地區是 11 世紀建立的卡薩王國的一部分。卡薩王國的首都是今朱姆拉區的辛賈。王國在13世紀和14世紀大幅擴張;西至加瓦爾，北至西藏的瑪旁雍錯和古格地區，東至廓爾喀-努瓦象牙地區，南至卡皮爾瓦斯圖和德賴平原大片地區。14世紀後期，卡薩帝國崩潰，分裂為百沙拉賈（22 個公國）。
這里農業困難，在王國時代是毛派活躍的地區。